# Zwi Migdal

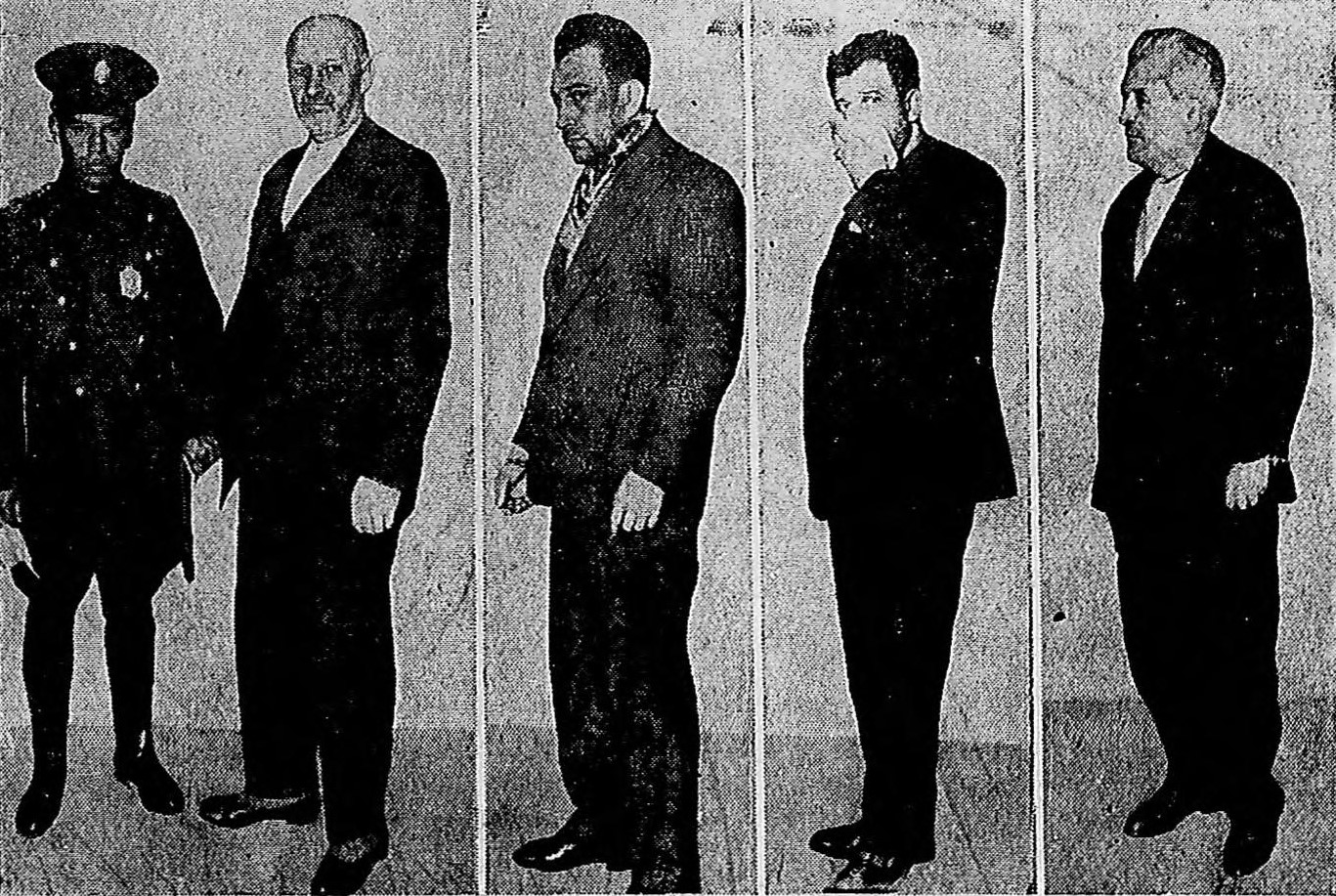
Fyra misstänkta Zwi Migdal-medlemmar på polisfoton 1930.

Zwi Migdal var en kriminell organisation grundad i Polen och verksam där och i Argentina åren 1867–1939. Organisationen sysslade med människohandel och handlade med judiska kvinnor från östra och centrala Europa till Argentina. Under falska förespeglingar lurades de att emigrera till Argentina, där de vid framkomsten tvingades till prostitution. Avslöjandet av gruppen 1939 uppmärksammades som en internationell skandal inom den då vitt debatterade sexhandeln. 
Den var dessutom ursprunget till en utbrytargrupp, Ashkenazum, som uppkom vid sekelskiftet och som också sysslade med samma verksamhet innan det avslöjades på 1930-talet. 